# Tatarstan

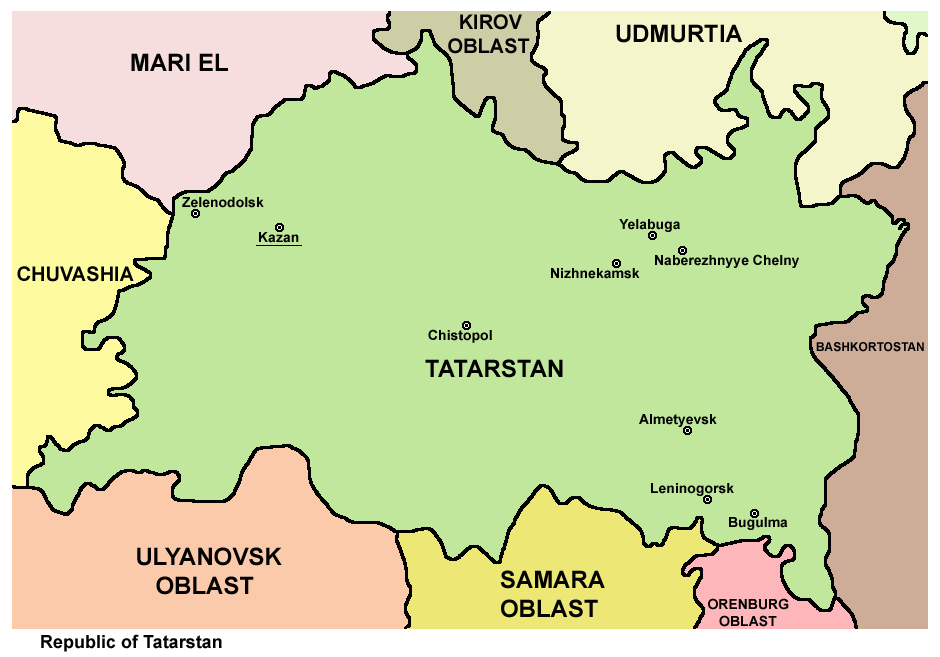

La Repubblica del Tatarstan (o del Tataristan) o Tataria (in russo: Респу́блика Татарста́н, Respúblika Tatarstán, oppure Тата́рия, Tatárija; in tataro Татарстан Республикасы, Tatarstan Respublikası), è una repubblica della Federazione Russa, con capitale Kazan'.

## Etimologia
Il nome Tatarstan deriva dal termine Tatar, unito alla parola persiana stan, un suffisso comune a molte nazioni dell'Asia centrale, che significa 'luogo, terra di...'; in questo caso, il significato è 'Terra dei Tatari'. Altre varianti del nome della repubblica sono il russo Tataria, il precedente nome ufficiale, e il turco Tataristan.
Un'altra versione del nome, non ufficiale, è Tatarstan Cömhüriäte (Татарстан Җөмһүрияте), dove cömhüriät ha, in tataro, il significato di repubblica. Alcuni chiedono il ripristino dell'antica denominazione Bulgaristan.

## Geografia fisica
Questa repubblica è situata al centro della pianura dell'Europa orientale, circa 800 km a est di Mosca. I confini naturali sono i fiumi Volga e Kama, un suo affluente, e i monti Urali a est. La superficie è di circa 68000 km²: i confini (tutti interni alla Russia) sono
- l'oblast' di Kirov a nord:
- l'Udmurtia a nord-nord-est:
- la Baschiria a est-sud-est:
- l'oblast' di Orenburg a sud-est:
- l'oblast' di Samara a sud:
- l'oblast' di Uljanovsk a sud-sud-ovest:
- la Ciuvascia a ovest:
- il Mari El a ovest-nord-ovest.

L'altitudine massima raggiunta dal territorio tataro è di 343 metri, mentre le distanze massime tra i punti estremi dello stato sono 290 chilometri da nord a sud e 460 km da est a ovest.
Il fuso orario è quello della zona di Mosca, quindi +0300 rispetto al tempo medio del meridiano di Greenwich nel periodo invernale e +0400 nella stagione estiva.
I maggiori fiumi sono, almeno in parte, navigabili: fra i maggiori sono la Belaja, i già citati Kama e Volga, la Vjatka e l'Ik.
Per quel che riguarda i laghi, si limitano a due grandi serbatoi e un sistema di laghi, il Qaban.
Come in molti dei territori russi, grandi sono le ricchezze del sottosuolo: vi si trovano petrolio (stimato in più di un miliardo di tonnellate), gas naturale, scagliola e altro.
Le temperature medie nel mese di gennaio si aggirano sui -16 °C, mentre nel mese di luglio sono di circa +19 °C, con precipitazioni medie annuali fino ai 500 mm.

## Popolazione

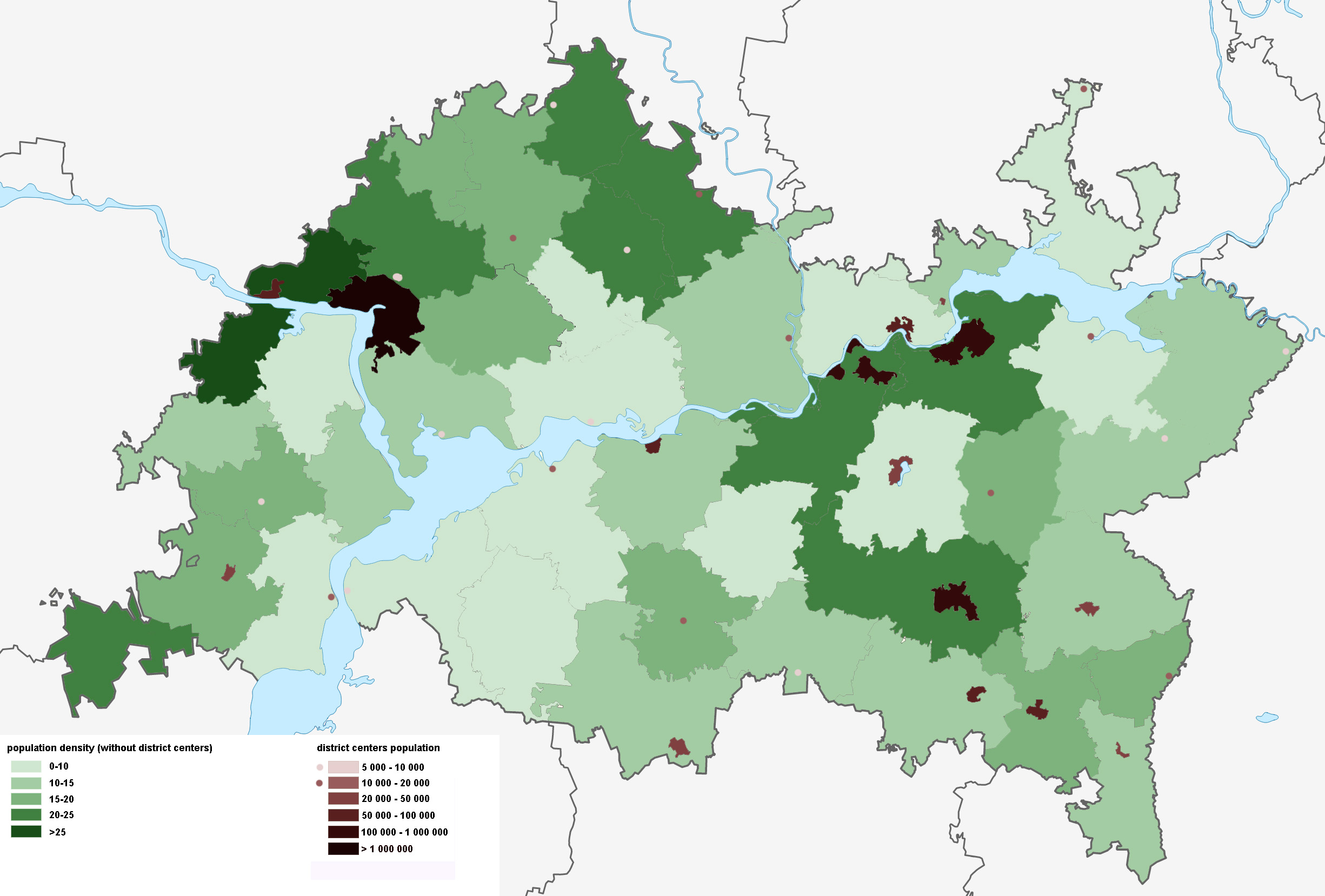
Densità della popolazione

Il Tataristan è abitato da circa 70 etnie: i gruppi maggiori sono appunto i tatari (più del 50%) e i russi, le cui lingue sono quelle ufficiali. La legge della federazione russa (2002) sulle lingue dei popoli della Federazione russa dispone che l'alfabeto ufficiale sia il cirillico; il governo del Tataristan e alcuni gruppi che difendono i diritti umani sono fortemente contrari a questa legge.

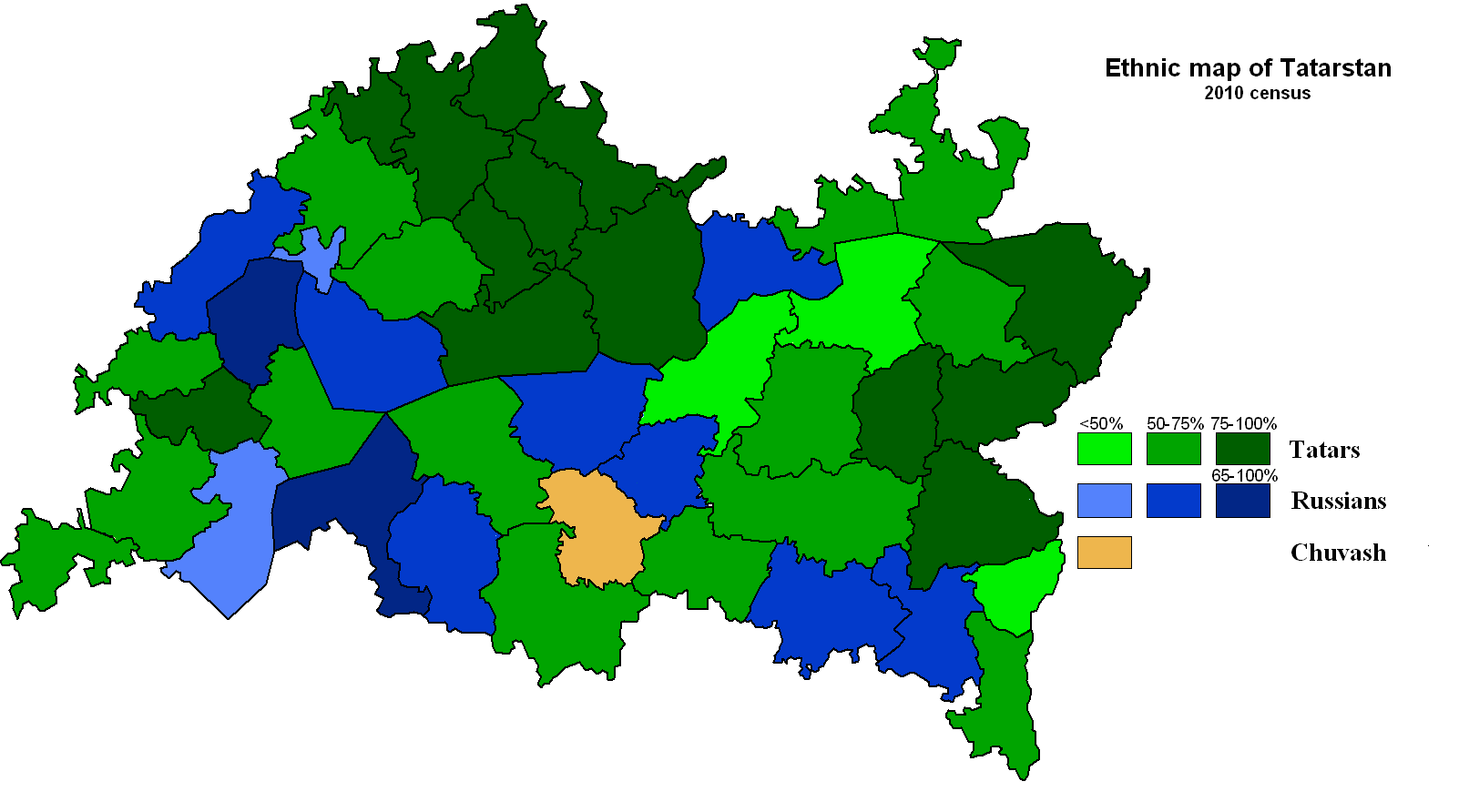
Mappa etnica del Tatarstan

- Tatari: 2.012.571 – 53,2%
- Russi: 1.501.369 – 39,7%
- Ciuvasci: 150.244 – 4,1%

### Alcuni dati anagrafici
- Popolazione: 3 779 265 (2002)
  - di cui urbana 2 790 661 (73,8%)
  - rurale 988 604 (26,2%)
  - di cui uomini 1 749 050 (46,3%)
  - donne 2 030 215 (53,7%)
- Donne ogni 1 000 uomini: 1 161
- Età media: 36,5 anni
  - in città 35,7
  - nelle campagne 38,7
  - uomini 33,8
  - donne 38,8
- Abitazioni 1 305 360 (per un totale di 3 747 267 persone)
  - in città 970 540 (per un totale di 2 762 818 persone)
  - rurali 334 820 (per un totale di 984 449 persone)

## Geografia antropica

### Suddivisioni amministrative
Il territorio del Tataristan è amministrativamente suddiviso in due città-distretto (Kazan' e Naberežnye Čelny) e nei seguenti 43 rajon:
- Agryzskij
- Aktanyšskij
- Aksubaevskij
- Alekseevskij
- Al'keevskij
- Al'met'evskij
- Arskij
- Apastovskij
- Atninskij
- Aznakaevskij
- Baltasinskij
- Bavlinskij
- Bugul'minskij
- Buinskij
- Čeremšanskij
- Čistopol'skij
- Drožžanovskij
- Elabužskij
- Kajbicskij
- Kamsko-Ust'inskij
- Kukmorskij
- Jutazinskij

- Laiševskij
- Leninogorskij
- Mamadyšskij
- Mendeleevskij
- Menzelinskij
- Musljumovskij
- Nižnekamskij
- Novošešminskij
- Nurlatskij
- Pestrečinskij
- Rybno-Slobodskij
- Sabinskij
- Sarmanovskij
- Spasskij
- Tetjušskij
- Tukaevskij
- Tjuljačinskij
- Verchneuslonskij
- Vysokogorskij
- Zainskij
- Zelenodol'skij

## Storia

### Il medioevo
La più antica organizzazione statale all'interno dei confini del Tatarstan fu la Bulgaria del Volga (tra il 700 e il 1238 circa). Questo stato era un progredito stato mercantile con contatti commerciali attraverso l'Eurasia, il Medio Oriente e il Baltico, che riuscì a mantenere la sua indipendenza nonostante la pressione di popolazioni come i Cazari, i Rus' di Kiev e i Kipčaki. La religione islamica venne introdotta da propagandisti di Baghdad, all'incirca nell'epoca del viaggio di Ibn Fadlan nel 922.
La Bulgaria del Volga soccombette infine agli eserciti mongoli del principe Batu Khan nei tardi anni 30 del XIII secolo. Gli abitanti, dopo essersi mescolati con i popoli turco-mongoli dell'Orda d'Oro e le truppe di lingua kipčak, furono conosciuti come Tatari del Volga. Durante il terzo decennio del XV secolo la regione divenne nuovamente indipendente in quanto base del Khanato di Kazan', essendo quest'ultima stata fondata nelle vicinanze della distrutta capitale dei protobulgari.

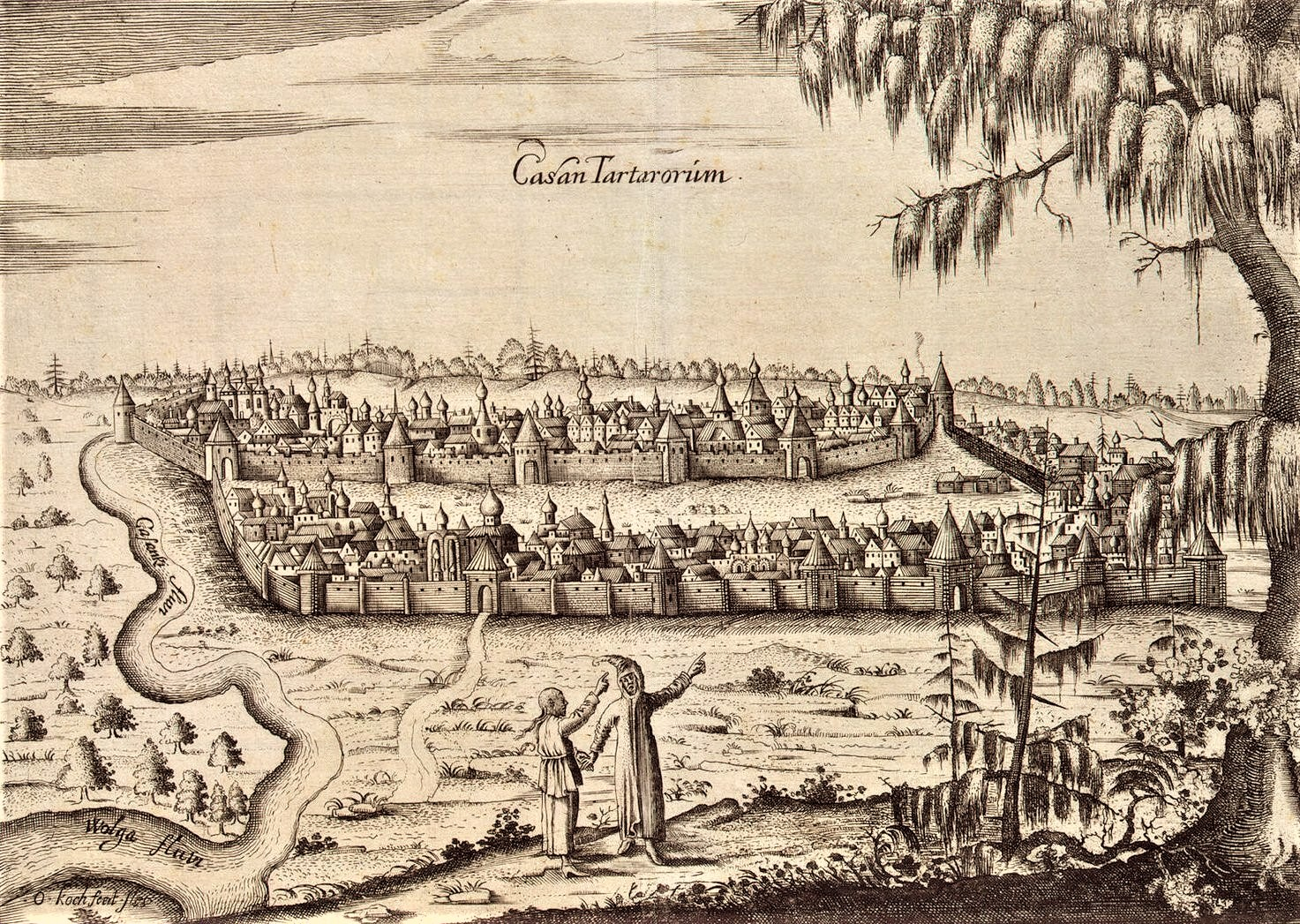
La capitale tatara in un'immagine del 1630.

Il Tatarstan venne conquistato dalle truppe dello zar Ivan il Terribile, verso la metà del XVI secolo, e Kazan' venne conquistata nel 1552. Parte della popolazione venne costretta alla conversione al Cristianesimo e vennero costruite delle cattedrali nella capitale; prima del 1593 tutte le moschee nell'area erano state distrutte. Il governo russo proibì la costruzione delle moschee, divieto che fu cancellato solo nel XVIII secolo da Caterina II. Solo negli anni tra il 1766 e il 1770 venne riedificata la prima moschea sotto l'auspicio di Caterina.

### L'era moderna
Durante il XIX secolo il Tatarstan divenne il centro dello Jadidismo, una setta islamica che predicava la tolleranza verso le altre religioni. Sotto l'influenza dei teologi jadidisti tatari, questo popolo venne riconosciuto per le loro relazioni amichevoli con le altre popolazioni dell'impero russo. Ad ogni modo, dopo la rivoluzione d'ottobre tutte le religioni vennero drasticamente dichiarate fuorilegge e tutti gli insegnamenti di teologia repressi.
Durante la guerra civile del 1918-'20, i nazionalisti tatari cercarono di stabilire una repubblica indipendente (la Repubblica dell'Idel'-Ural). Vennero sconfitti dai Bolscevichi e la Repubblica Autonoma Sovietica Socialista Tatara venne fondata il 27 maggio 1920. I confini di questa repubblica non comprendevano la maggior parte dei Tatari del Volga.

### Il Tatarstan oggi
Questo stato ha dichiarato la propria indipendenza il 30 agosto 1990. Il 15 febbraio 1994 fu firmato un accordo tra il governo della Federazione Russa e quello della repubblica del Tatarstan (Della delimitazione dell'Autorità nella sfera delle relazioni economiche all'Estero): questo accordo è spesso considerato come un riconoscimento dell'indipendenza del Tatarstan da parte della Federazione Russa, dal momento che fa menzione della Dichiarazione sulla Sovranità di Stato della Repubblica del Tatarstan.
Lo stesso giorno venne firmato anche il Trattato sulla Delimitazione dei Soggetti Giuridici e sulla Delegazione Mutuale dell'Autorità tra le Entità statali della Federazione Russa e le Entità statali della Repubblica del Tatarstan, e, nonostante non riconosca direttamente la sovranità del Tatarstan, complementa/completa il precedente trattato politico.

### Cronologia post-sovietica
- 12 giugno 1991: le prime elezioni per un presidente del Tatarstan. Viene eletto Mintimer Shaymiev.
- 21 marzo 1992: si tiene un referendum riguardante lo status del Tatarstan. La maggioranza della popolazione sostiene l'indipendenza.
- novembre 1992: la costituzione viene accettata dal Parlamento.
- 1994: il Trattato sulla Delimitazione dei Soggetti Giuridici e sulla Delegazione Mutuale dell'Autorità tra le Entità statali della Federazione Russa e le Entità statali della Repubblica del Tatarstan viene firmato. Il Tatarstan è a questo punto de facto una delle repubbliche costituenti della Federazione Russa.
- 1995 e 1999: si tengono le elezioni per il Parlamento del Tatarstan.
- marzo 2002: numerosi emendamenti alla costituzione del Tatarstan. Ufficiali tatari dichiarano ufficialmente che lo stato è parte della Russia.

## Politica
Il capo del governo tataro è il capo della Repubblica (dal 1º gennaio 2015). Dal 25 marzo 2010 la carica è ricoperta da Rustam Minnichanov. Il parlamento nazionale unicamerale tataro ha 100 seggi: 50 vanno ai rappresentanti dei partiti, altri 50 ai deputati locali.
Secondo la costituzione tatara, il capo della Repubblica può venire eletto solo dalla popolazione tatara, ma a causa della legge federale russa questa legge è stata bloccata con termine non definito. La legge russa sull'elezione dei governanti dice, infatti, che debbono essere eletti dai parlamenti locali e che il candidato può essere presentato solo dal presidente.
Il 25 marzo 2005, Shaymiev è stato eletto al suo quarto mandato al parlamento, dopo alcune modifiche nella legge elettorale che non contraddicono le costituzioni russa e tatara.

### Lo status politico
La repubblica del Tatarstan è una repubblica costituente della Federazione Russa. La maggior parte dei soggetti federali russi sono legati al governo federale da un trattato abbastanza simile, ma le relazioni tra i due governi tataro e russo sono più complesse, e vengono precisamente definite nella costituzione tatara del 2000. Il seguente passaggio da essa estrapolato definisce lo status di repubblica senza contraddire la costituzione della Federazione Russa.

## Economia
Da un punto di vista economico, il Tatarstan è una tra le più sviluppate entità federali russe ed è la seconda Repubblica federale per industrializzazione dopo l'Oblast' di Samara. La produzione industriale costituisce il 45% del prodotto interno lordo: i settori industriali più sviluppati sono la chimica, le raffinerie di petrolio, la costruzione di macchinari industriali, di veicoli industriali (gli autocarri Kamaz hanno vinto per 16 volte il rally Dakar, secondo dati aggiornati al 2019) e industrie per la lavorazione del legno.

## Cultura
Le maggiori biblioteche comprendono la Biblioteca Scientifica dell'Università Statale di Kazan e la Biblioteca Nazionale di Stato. Ci sono alcuni musei di importanza nazionale, come anche 90 musei di importanza locale. Negli ultimi anni, nuovi musei sono nati in tutto lo stato.
Ci sono anche 16 teatri.

### Istruzione
I più importanti poli di istruzione superiore sono l'Università statale di Kazan, l'Università Medica e l'Università Tecnica, tutte localizzate nella capitale.

## Società

### Religione
Le confessioni più comuni includono l'islamismo sunnita e l'ortodossia russa. A far data del 2004, 1208 edifici erano usati per scopi religiosi; più di mille sono per culti di fede islamica.